# ديجيتال إكوبمينت

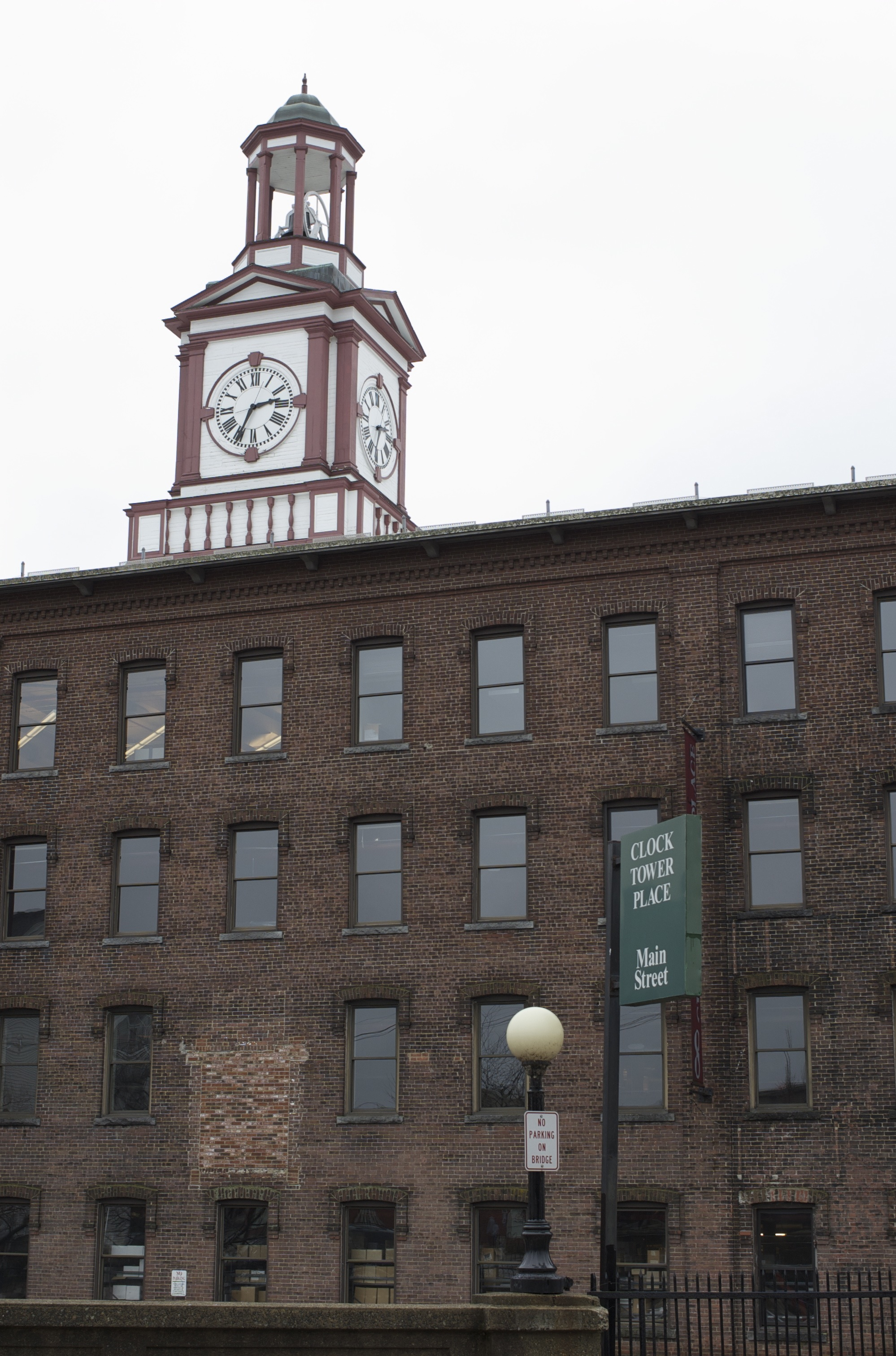
من عام 1957 حتى عام 1992 كان مقرها الرئيسي في ماينارد (ماساتشوستس)

ديجيتال إكوبمينت (بالإنجليزية: Digital Equipment)‏  وتعني حرفيا المعدات الرقمية، تستخدم العلامة التجارية ديجيتال، كانت شركة أمريكية رئيسية تعمل في قطاع الحواسيب منذ ستينات القرن المنصرم حتى تسعينياته. كانت الشركة من الشركات الرائدة في بيع أنظة الحواسيب، وأجهزة الحاسوب، والبرمجيات، والأجهزة الطرفية. من عام 1957 حتى عام 1992 كان مقرها الرئيسي ماينارد (ماساتشوستس). تم الاستحواذ عليها في يونيو 1998 من قبل شركة كومباك بصفقه قيمتها 9.6 مليار دولار، التي اندمجت فيما بعد مع شركة هيوليت باكارد في مايو 2002. بعض أجزاء هذه الشركة مثل مباني الشركة في هودسون (ماساتشوستس) بيعت لأنتل.